# Gare d'Éprave
La gare d’Éprave est une ancienne gare ferroviaire belge de la ligne 150, de Jemelle à Houyet située à Éprave, section de la commune de Rochefort, en Région wallonne dans la province de Namur.
Elle est désormais fermée au trafic des voyageurs mais le bâtiment existe toujours, reconverti en habitation.

## Situation ferroviaire
La gare d’Éprave était située au point kilométrique 7,80 de la ligne 150, de Jemelle à Houyet entre les gares de Rochefort et Villers-sur-Lesse.

## Histoire
La portion sud de la ligne 150 entre Jemelle et Rochefort est inaugurée le 15 septembre 1880. Son prolongement entre Rochefort et Éprave est inauguré le 16 février 1886. Elle sera ensuite prolongée par étapes d’Éprave à Houyet de 1888 à 1894.
Après la Seconde Guerre mondiale, la ligne 150 subit le déclin des lignes secondaires et le trafic des trains de voyageurs est définitivement arrêté en 1959. Des trains de marchandises continuent à desservir la ligne jusqu’en 1978.
Après le démontage des voies, un RAVeL a été installé sur la ligne 150 entre Jemelle et Houyet.

## Patrimoine ferroviaire
Le bâtiment est une halte de plan type 1888 qui a fait l’objet d’agrandissements successifs.
Dans sa configuration d’origine, elle consiste en deux ailes basses d’une et trois travées à la toiture à croupe encadrant un petit corps de logis sous toiture à croupes à arrête transversale comptant une travée côté rue et deux côté voies, tout comme l’aile basse de gauche. Avec le temps, le corps de logis a été agrandi en surhaussant l’aile gauche, donnant une disposition en « L » ; une nouvelle aile de service avec une cour et un toit en pavillon apparaît sur la gauche et l’aile sur la droite accueillant la salle d’attente est portée à six travées. La façade est en pierres de taille avec des bandeaux et encadrements en briques. Les gares de Bastogne-Nord et Croix-Rouge devaient avoir une disposition semblable à l'origine.
Après sa fermeture, la gare a été transformée en habitation. L'enduit de façade appliqué côté voie a disparu, sauf sur les bandeaux horizontaux et surplombs d’arcs de façade ainsi que l'annexe au toit en pavillon.